# إيميل أوسكار نوبل
إيميل أوسكار نوبل (بالسويدية: Emil Oscar Nobel)‏ (و. 1843 – 1864 م) هو عالم سويدي، ولد في سانت بطرسبرغ، توفي عن عمر يناهز 21 عاماً.

## التعليم
تعلم في جامعة أوبسالا.